# 小行星13722
小行星13722（13722 Campobagatin）是一颗绕太阳运转的小行星，为主小行星带小行星。该小行星于1998年8月27日发现。

## 轨道参数
小行星13722的轨道半长轴为2.6243263 UA，离心率为0.211。